# 王衍 (前蜀)
王衍（901年8月31日—926年5月18日），本名王宗衍，字化源，前蜀末代皇帝（第二代，918年－925年在位），在位7年，史稱「後主」。前蜀灭亡后，入后唐。在押送途中全族被殺。

## 生平
王衍是蜀高祖王建第11子，也是幼子，母親是徐賢妃。当初，王建因长子卫王王宗仁有病而立次子王宗懿（又名王元膺）为皇太子，但王宗懿因与王建宠臣唐道袭冲突而发动兵变，杀死唐道袭，自己也被杀。王建本意从长得像自己的三子豳王王宗辂和诸子中最贤的八子信王王宗杰中择嗣，但在徐贤妃和宰相张格等人经营下，功臣王宗侃等误以为王建中意王宗衍，都请求立王宗衍为太子，而王建也因此误以为王宗衍得众心，虽然认为他幼懦，怀疑他是否堪任，仍然立他为太子。918年，王建死，他继承了皇位，是为蜀后主。加尊号圣德明孝皇帝。
王衍是一个十分荒淫腐朽的皇帝，他迷恋美色，宦官王承休「多以邪僻姦穢之事媚其主，主愈寵之」，对北方小朝廷后梁、后唐的攻击不闻不问，前蜀国势一天不如一天。终于在咸康元年（925年），唐庄宗派遣大军进攻前蜀，蜀军溃败，王衍养兄齐王王宗弼劫持王衍，迫使王衍举国投降，前蜀灭亡。
次年即926年，庄宗正在應付邺都之变时，伶人景进向莊宗进言说王衍是个祸害，应当设法翦除，莊宗便杀害了王衍及其亲族。但枢密使张居翰擅自将庄宗诛杀“王衍一行”的诏书改成诛杀“王衍一家”，使得跟随王衍的臣仆千余人得以存活。天成三年，在前蜀旧臣王宗寿等乞求下，後唐明宗李嗣源追封王衍順正公，以诸侯之礼，安葬于长安南三赵屯。

## 家庭

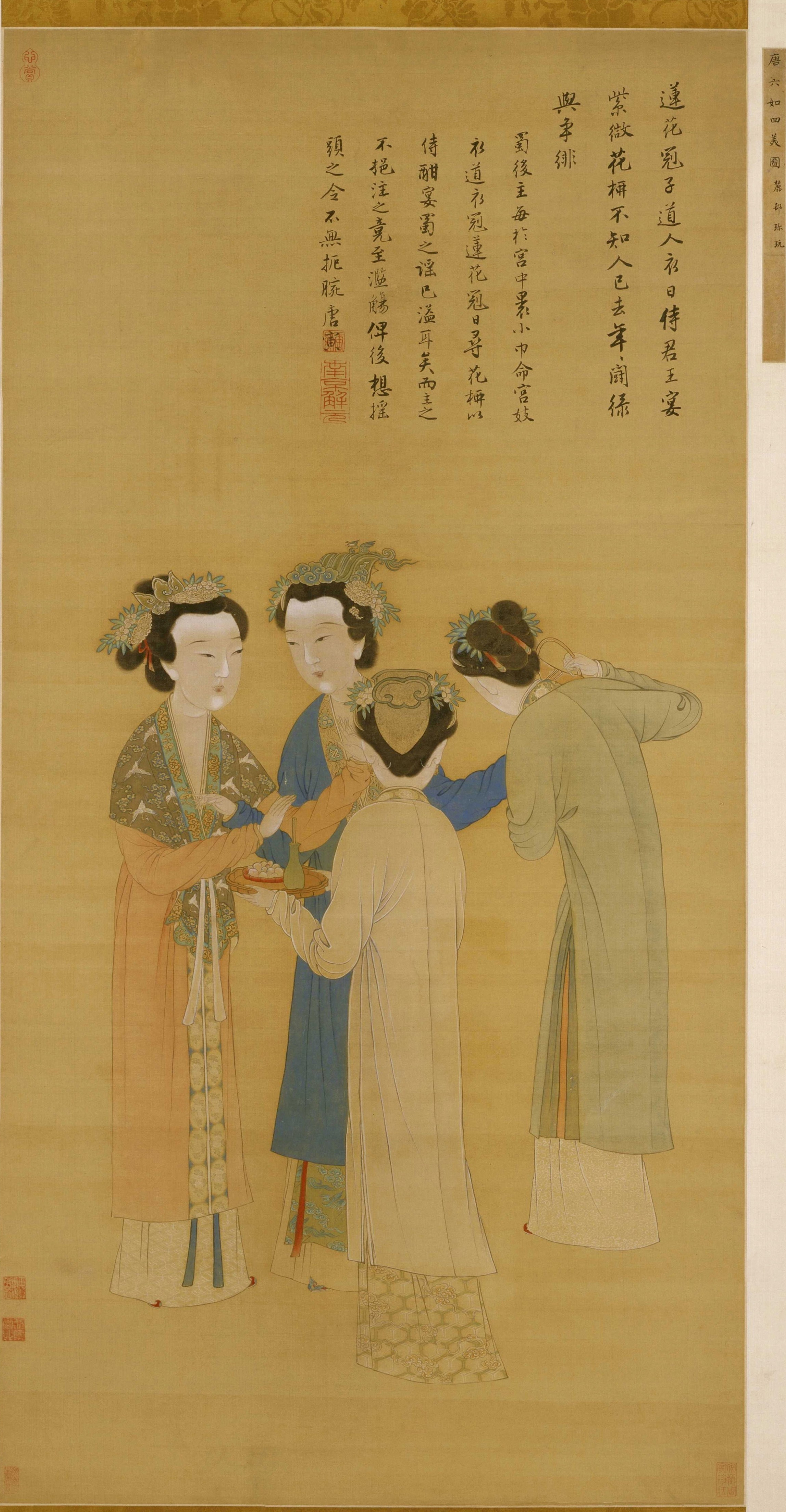
唐寅所绘前蜀宫人

### 后妃
- 废后高氏
- 皇后金飞山
- 元妃韦氏：本姓徐，與王衍是表兄妹。
- 贵妃钱氏，926年被后唐庄宗所杀。
- 顺妃苏氏，后主时累封为顺妃
- 昭仪李舜弦
- 宫人李玉箫
- 宫人刘氏，926年被后唐庄宗所杀
- 何氏，何康女[2]
- 王氏，王承纲女，自杀[2]

### 子女

#### 子
1. ？王 王承祧，926年被后唐庄宗所杀
2. ？王 王承祀，926年被后唐庄宗所杀